# Jazkur-El
Jazkur-El (w transliteracji z pisma klinowego Ia-az-kur-Èl) – król Asyrii według Asyryjskiej listy królów, syn Jakmeni i ojciec Ilu-kabkabi.